# Bolma flava
Bolma flava is een slakkensoort uit de familie van de Turbinidae. De wetenschappelijke naam van de soort is voor het eerst geldig gepubliceerd in 1979 door Beu & Ponder.